# Сентінельці
Сентінельці — один з автохтонних народів Андаманських островів, який населяє острів Норт-Сентінел, що розташований на південному заході від основної групи островів архіпелагу.

## Загальний опис
Сентінельці — одне з неконтактних племен, вони відомі своєю рішучістю у збереженні незалежності свого острова і свого суверенітету над ним, що виявляється у підтримці власної ізоляції, відмові від будь-яких контактів із зовнішнім світом. Про звичай андаманців вбивати усіх, хто не належить до їхнього племені, відомо ще за давніх часів, коли повз острови пролягав морський торговельний шлях із Індії до Малакки і Китаю. Внаслідок такого ставлення до іноземців сентінельці залишаються найбільш ізольованою і найменш асимільованою з існуючих людських популяцій, що зазнала найменшого впливу, як генетичного, так і культурного, з боку решти людства і світової цивілізації.
Хоч точна кількість сентінельців невідома, за різними оцінками вона сягає від 40 до 500 осіб. В індійському переписі населення 2001 року зафіксовано кількість 39 осіб (21 чоловік і 18 жінок), однак за особливих обставин цей перепис проводився опосередковано шляхом спостереження за островом з моря і, звичайно, не був спроможний охопити все населення острова площею 72 км². Також залишається невідомим, яких втрат зазнало населення острова внаслідок землетрусу в Індійському океані в 2004 році і спричиненого ним цунамі, однак відомо, що принаймні частина сентінельців його пережила.
Сентінельців, як і інших аборигенів Андаманських островів, традиційно відносять до негритосів, не досить добре визначеної антропологічної групи, до якої залучають декілька не пов'язаних один з одним тубільних народів, що живуть по всій південно-східній Азії, таких як семангі з Малайзії і аєта з Філіппін, а іноді також деякі племена Австралії і навіть Південної Америки. Спільними рисами всіх негритосів є порівняно низький зріст, темна шкіра і жорстке волосся. Втім, сентінельці дещо вищі за решту андаманських аборигенів.
Суспільство сентінельців первіснообщинне, вони живуть винятково полюванням і збиранням диких рослин; не відомо жодних свідоцтв наявності у них рільництва у будь-якій формі. Єдиним видом зброї є лук; ним користуються як для полювання на диких свиней, так і для рибальства, оскільки пастки і риболовні гачки також невідомі. Черепах, дюгонів та рибу ловлять сітками і забивають гарпунами.
Часто стверджують, що сентінельці не уміють здобувати вогонь і користуються тільки вогнем, що виник природним способом, наприклад, внаслідок удару блискавки, але насправді достовірних даних з цього приводу немає. Втім, вже перші спостерігачі повідомляли про практику підтримки вогню у вогнищах протягом всієї ночі; вночі багаття горять по всьому острові.
Обробка металів для сентинельців також невідома, як невідомі на острові і будь-які джерела сировини для неї. Проте спостереження свідчать про те, що сентінельці винахідливо користуються металевими виробами, що їх викидає морем чи залишають на березі відвідувачі.
Практично нічого не відомо про мову сентінельців. Вважається, що вона належить до андаманської сім'ї, але наскільки вона близька до решти мов сім'ї, залишається загадкою.

## Сучасне становище
Номінально острів входить до складу індійської союзної території Андаманські і Нікобарські острови; на практиці сентинельці користуються повною автономією у внутрішніх справах. Втручання індійських урядовців зведено до мінімуму і полягає лише в рідких спостереженнях за островом з моря, ще рідших короткотривалих візитах і забезпеченні охоронної зони довкола острова — висадка на острові чи перебування у його прибережних водах заборонені.
На початку 1990-х років місцеві урядовці у Порт-Блері розпочали програму обмежених контактів з сентінельцями під наглядом урядового агентства з соціального розвитку племінних народів. Була запланована серія «контактних експедицій», які повинні були залишати на березі «подарунки», такі, як кокосові горіхи, з метою привчити сентінельців до відвідувачів і дещо послабити їхнє звичайне вкрай вороже ставлення до прибульців. Якийсь час здавалося, що програма контактів починає повільно просуватися, однак наприкінці 1990-х років програму було припинено після того, як декілька співпрацівників схожих програм загинуло під час контактів з племенем ярава на островах Середній і Південний Андаман.
Сентінельці продовжують вороже ставитись до будь-яких відвідувачів острова. У 2006 році вони вбили двох рибалок, що нелегально ловили крабів в прибережних водах, і зустріли градом стріл гелікоптер, що прилетів забрати тіла. Тіла рибалок так і не було вивезено з острова. У 2018 році сентінельці убили американського туриста Джона Аллена Чау, який попри заборону, прибув на острів проповідувати християнство.